# Dysphania gloriosa
Dysphania gloriosa är en fjärilsart som beskrevs av Louis Beethoven Prout 1916. Dysphania gloriosa ingår i släktet Dysphania och familjen mätare. Inga underarter finns listade i Catalogue of Life.